# Cheltenham Town Football Club 2011-2012
Questa voce raccoglie le informazioni riguardanti il Cheltenham Town Football Club nelle competizioni ufficiali della stagione 2011-2012.

## Stagione
La stagione 2011-2012 per il Cheltenham Town F.C. inizia con una serie di risultati altalenanti ma da inizio ottobre fino alla fine del girone di andata centra una serie di ottimi risultati con 10 vittorie, 2 pareggi e appena 1 sconfitta andandosi a piazzare tra le prime posizioni in classifica.
Il girone di ritorno vede il Cheltenham Town come protagonista tanto che raggiunge persino il primo posto per un breve periodo; verso la fine del torneo però la squadra perde alcune partite ed i primi posti, arrivando comunque sesta, posizione che le ha garantito un posto nei Play-off per la promozione in Football League One 2012-2013.
Il 13 maggio 2012 ha affrontato il Torquay United Football Club a Whaddon Road per la gara di andata dei Play-off vinta per 2-0.
Al ritorno il Cheltenham è riuscito ad espugnare per 1-2 il Plainmoor di Torquay qualificandosi per la finale Play-off del 27 maggio a Wembley, persa poi per 0-2 contro il Crewe Alexandra.

## Rosa
| N. |                        | Ruolo | Calciatore                    |
| -- | ---------------------- | ----- | ----------------------------- |
| 1  | Inghilterra (bandiera) | P     | Scott Brown                   |
| 1  | Inghilterra (bandiera) | P     | Jack Butland                  |
| 2  | Inghilterra (bandiera) | D     | Keith Lowe                    |
| 3  | Inghilterra (bandiera) | D     | Danny Andrew                  |
| 6  | Inghilterra (bandiera) | D     | Steve Elliott (vice-capitano) |
| 7  | Inghilterra (bandiera) | C     | Marlon Pack                   |
| 8  | Galles (bandiera)      | C     | Josh Low                      |
| 9  | Scozia (bandiera)      | A     | Darryl Duffy                  |
| 10 | Inghilterra (bandiera) | A     | Jeff Goulding                 |
| 11 | Inghilterra (bandiera) | C     | Brian Smikle                  |
| 14 | Inghilterra (bandiera) | A     | James Spencer                 |
| 15 | Irlanda (bandiera)     | D     | Alan Bennett (capitano)       |
| 16 | Inghilterra (bandiera) | C     | Russell Penn                  |

| N. |                        | Ruolo | Calciatore         |
| -- | ---------------------- | ----- | ------------------ |
| 17 | Inghilterra (bandiera) | A     | Theo Lewis         |
| 20 | Inghilterra (bandiera) | C     | Jermaine McGlashan |
| 21 | Inghilterra (bandiera) | C     | Bagasan Graham     |
| 22 | Portogallo (bandiera)  | D     | Sido Jombati       |
| 23 | Galles (bandiera)      | A     | Kaid Mohamed       |
| 24 | Inghilterra (bandiera) | D     | Harry Hooman       |
| 25 | Inghilterra (bandiera) | C     | Luke Summerfield   |
| 29 | Irlanda (bandiera)     | A     | Ben Burgess        |
| 30 | Scozia (bandiera)      | A     | Steven MacLean     |
| 32 | Inghilterra (bandiera) | D     | Charlie Hitchings  |
| 40 | Inghilterra (bandiera) | P     | Steve Book         |